# 2. Feldhockey-Bundesliga (Damen)
Die 2. Feldhockey-Bundesliga der Damen stellt im Hockey seit ihrer Einführung zur Saison 2003/04 den Unterbau zur 1. Bundesliga dar.
| Saison  | Gruppensieger Nord     | Gruppensieger Süd           |
| ------- | ---------------------- | --------------------------- |
| 2018/19 | Großflottbeker THGC    | Rüsselsheimer Ruder-Klub 08 |
| 2017/18 | Bremer HC              | Zehlendorfer Wespen         |
| 2016/17 | Club Raffelberg        | TSV Mannheim                |
| 2015/16 | Uhlenhorst Mülheim     | Rüsselsheimer Ruder-Klub 08 |
| 2014/15 | Großflottbeker THGC    | TUS Lichterfelde            |
| 2013/14 | Düsseldorfer HC        | TSV Mannheim                |
| 2012/13 | Eintracht Braunschweig | Eintracht Frankfurt         |
| 2011/12 | Harvestehuder THC      | TUS Lichterfelde            |
| 2010/11 | ETuF Essen             | TSV Mannheim Hockey         |
| 2009/10 | Schwarz-Weiß Neuss     | Münchner SC                 |
| 2008/09 | Düsseldorfer HC        | Mannheimer HC               |
| 2007/08 | Klipper THC            | TUS Lichterfelde            |
| 2006/07 | RTHC Leverkusen        | HG Nürnberg                 |
| 2005/06 | UHC Hamburg            | Eintracht Frankfurt         |
| 2004/05 | Harvestehuder THC      | TUS Lichterfelde            |
| 2003/04 | RTHC Leverkusen        | SC Frankfurt 1880           |

## Struktur

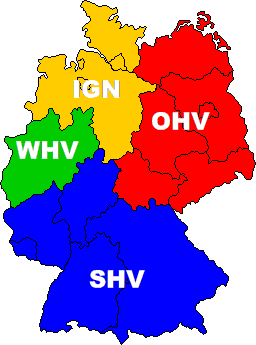
Die vier Regionen im Hockey

Die Gesamtstruktur des Ligensystems im deutschen Vereinshockey ist im Artikel zum Hockey-Ligasystem in Deutschland ausführlich dargestellt.
In der 2. Bundesliga im deutschen Damen-Hockey spielen jeweils 8 Mannschaften in zwei Gruppen (Nord und Süd) in Hin- und Rückspiel gegeneinander, für einen Sieg gibt es 3 Punkte, für ein Unentschieden 1 Punkt. In der Gruppe Nord spielen die Clubs aus den Hockey-Regionen Nord und West, in der Gruppe Süd die Clubs aus den Regionen Ost und Süd. In jeder dieser vier Regionen Nord, Ost, Süd und West gibt es unterhalb der 2. Bundesliga eine Regionalliga, die von den jeweiligen Regionalverbänden Interessengemeinschaft Nord (IGN), Ostdeutscher Hockey-Verband (OHV), Süddeutscher Hockey-Verband (SHV) bzw. Westdeutscher Hockey-Verband (WHV) organisiert werden.
Die jeweils Ersten der beiden Gruppen steigen in die 1. Bundesliga auf.
Die beiden Sieger der Regionalligen Nord und West steigen in die Gruppe Nord, die Sieger der Regionalligen Ost und Süd in die Gruppe Süd der 2. Bundesliga auf. Zweite Mannschaften können nicht in die Bundesliga aufsteigen, in diesen Fällen rückt die bestplatzierte erste Mannschaft der Regionalliga nach. 
Abhängig von der Gruppenzugehörigkeit der Absteiger aus der 1. Bundesliga, steigen aus einer Gruppe der 2. Bundesliga eine, zwei oder drei Mannschaften in die Regionalliga ihrer Region ab. So bleibt die Gruppenstärke in beiden Gruppen bei acht Mannschaften. Die endgültige rote Markierung in den Tabellen kann also erst nach Abschluss der 1. Bundesliga angebracht werden.

## Zeitplan
Die Saison startet im September, wird zwischen November und März durch die Hallensaison unterbrochen, und wird im April fortgesetzt.

## Start der 2. Liga
Die 2. Feld-Bundesliga Damen wurde in der Saison 2003/04 neu gebildet. Sechs Teams kamen aus der 1. Bundesliga Damen, die von zwei Gruppen mit je acht Mannschaften auf eine Gruppe mit zehn Mannschaften verkleinert wurde. Insgesamt zehn Teams kamen aus den vier Regionalligen Nord, Ost, Süd und West. Qualifiziert waren die Ersten und Zweiten der vier Ligen, die jeweiligen Dritten aus Nord und West bzw. Ost und Süd ermittelten in Hin- und Rückspiel zwei weitere Aufsteiger.